# Итуруп
Итуруп (на айнски: Этороп, на японски: 択捉島択捉島 Эторофу) е остров от южната група на Голямата верига на Курилските острови, най-големият остров на архипелага. Според административно-териториалното устройство на Русия, Итуруп влиза в състава на Курилския градски окръг на Сахалинска област. Принадлежността на острова е оспорвана от Япония, която разглежда неговата територия като част от подпрефектура Немуро на префектура Хокайдо. Най-разпространената версия за името на остров Итуруп е, че то произлиза от думата етороп, което в превод от айнски език означава „медуза“.

## География
Островът се простира на 200 km от североизток на югозапад, а ширината му варира от 7 до 27 km. Площта му е 3238,2 km2.
Състои се от вулканични масиви и планински хребети. На острова има 20 вулкана, от тях девет действащи: Кудрявий (986 m), Меншой брат (По-малкия брат) (563 m), Чирип (1561 m), Богдан Хмелницки (1587 m), Вулкан на Барански (1133 m), Иван Грозни (1159 m), Стокап (1634 m), Атсонупури (1205 m), Берутарубе (1220 m). На острова има множество водопади; включително и един от най-високите в Русия – водопада Иля Муромец (141 m), разположен на Мечия полуостров, езера и минерални извори. На входа на залива Лъвската паст се намира острова Камък-Лъв, висок 182 m.
Итуруп е отделен чрез пролива Фриз от остров Уруп, намиращ се на 40 km североизточно; и чрез пролива Екатерина от остров Кунашир, разположен на 22 km югозападно.

## Флора
Голяма част от територията на острова е покрита с иглолистни гори от аянска и сахалинска ела, в централната част се среща лиственица Каяндера. В южната част на острова се срещат широколистни видове: дъб, клен, калопанакс, курилска вишна и др. В северната част на острова, която се отличава с по-суров климат, растат елша, различни видове храсти и брези.
В най-южната част на острова се намира държавният природен резерват „Островен“.

## Транспорт
Въздушните превози се осъществяват чрез летището „Буревестник“, собственост на Министерството на отбраната на Русия. Корабният транспорт (пътнически и карго) се осъществява чрез корабите „Игор Фархутдинов“ и „Поларис“. На 22 септември 2014 г. на острова е отворено летището за граждански полети „Итуруп“. На същия ден е извършен първият полет на авиокомпания „Аврора“ от Южносахалинск. Летището приема полети само от Приморието, Хабаровския край и Магаданска област, но за в бъдеще са планирани и международни полети.

## Население
Населението по данни от 2007 г. е 6387 души. Съвременното население е образувано в резултат на миграционния обмен с континента през втората половина на 20 век.
В централната част на острова на брега на Курилския залив на Охотско море е разположен град Курилск – административен център на района и единственият градски населен пункт на острова. Населени места от селски тип са: Рейдово, Китовое, Рибаки, Горячие Ключи, Буревестник, Шуми-Городок, Горное. Нежилищни населени места: Активни, Славное, Сентябърски, Ветровое, Жаркие Води, Пионер, Йодная, Лесозаводское, Березовка.

## Икономика
През 2007 г. в рамките на федералната целева програма „Социално-икономическото развитие на Курилските острови за 2006 – 2015 година“ са обявени планове за изграждане на острова на международно летище. Ръководителят на федералната агенция за въздушен транспорт Александър Юрчик заявява, че новото летище ще бъде основното летище на Курилските острови. На 22 септември 2014 г. летището обслужва първия си редовен полет на компания „Аврора“ от Южносахалинск с 50 пътници на борда.
На Итуруп се намира единственото в света икономически изгодно находище на рений. Открито е през 1992 г. на вулкана Кудрявий. Находището представлява фумаролно поле с постоянно действащи източници на високотемпературни флуиди – фумароли. Реният се намира под формата на минерала рениит ReS2, със структура, подобна на молибденита.
По данни на Института по вулканология и геодинамика на Руската академия на естествените науки, вулканът Кудрявий всяка година изхвърля 20 тона рений (световният добив на рений през 2006 г. възлиза на близо 40 тона; цената на 1 кг рений е 3,5 хиляди долара). През 2003 г. руски учени успешно провеждат експериментална работа за добив на рений от дисулфидите, отделяни от вулкана. „Российская газета“ отбелязва, че реният е стратегически ценен метал, използван във военно-промишления комплекс (на първо място в аерокосмическата област).
На Итуруп се намира голямо находище на сяра (над 4 милиона тона), което е добре видимо от морето при подхода към Курилск между вулканите Чирип и Богдан Хмелницки.

## Климат
Климатът на острова като цяло е класифициран като умерен морски. Той обаче се усложнява от мусонния елемент, а също така има съществена разлика в микроклиматите между охотоморската и тихоокеанската част. Последното се обяснява с факта, че охотоморското крайбрежие е затоплено от топлите води на течението Соя, докато тихоокеанското крайбрежие е значително по-студено. На охотоморското крайбрежие на острова има по-малко мъгли, така че броят на ясните и топли дни в годината е значително по-висок, отколкото на Тихия океан, по силата на което флората и фауната тук са по-богати и разнообразни. Като цяло лятото на острова е дъждовно и доста хладно. Поради повишената влажност на въздуха, най-топлият месец от годината е август, когато среднодневните температури достигат +14°. Това е по-високо отколкото на Уруп, но малко по-студено от Кунашир. Зимата на острова е значително по-мека отколкото на континента, и се характеризира с чести снеговалежи. Благодарение на натрупването на сняг през студения период успешно оцеляват много южни растения, а през лятото топенето на ледовете поддържа оптималното напояване на влаголюбивите видове. Лесовъдът Н. А. Попов, нарича тези климатични условия „снежни субтропици“. Определението не е получило широко признание от изследователите на региона, но въпреки това е използвано от някои източници.
- Средната годишна температура на въздуха е от 4.9 °C
- Относителната влажност на въздуха е 74,7 %
- Средната скорост на вятъра е 6,9 m/s

| Средната температура на въздуха по данни на НАСА | Средната температура на въздуха по данни на НАСА | Средната температура на въздуха по данни на НАСА | Средната температура на въздуха по данни на НАСА | Средната температура на въздуха по данни на НАСА | Средната температура на въздуха по данни на НАСА | Средната температура на въздуха по данни на НАСА | Средната температура на въздуха по данни на НАСА | Средната температура на въздуха по данни на НАСА | Средната температура на въздуха по данни на НАСА | Средната температура на въздуха по данни на НАСА | Средната температура на въздуха по данни на НАСА | Средната температура на въздуха по данни на НАСА |
| януари                                           | февруари                                         | март                                             | април                                            | май                                              | юни                                              | юли                                              | август                                           | септември                                        | октомври                                         | ноем.                                            | декември                                         | Година                                           |
| -2 °C                                            | -3,7 °C                                          | -2,3 °C                                          | 1,4 °C                                           | 4,2 °C                                           | 7,7 °C                                           | 11,2 °C                                          | 13,6 °C                                          | 12,8 °C                                          | 10.0 °C                                          | 5,2 °C                                           | 0,5 °C                                           | 4.9 °C                                           |
| ------------------------------------------------ | ------------------------------------------------ | ------------------------------------------------ | ------------------------------------------------ | ------------------------------------------------ | ------------------------------------------------ | ------------------------------------------------ | ------------------------------------------------ | ------------------------------------------------ | ------------------------------------------------ | ------------------------------------------------ | ------------------------------------------------ | ------------------------------------------------ |

Речната мрежа на Итуруп има ярко изразен планински характер. Реките и потоците са къси. Най-дългата река на острова, Куйбишевка, е с дължина 24 km, река Славная има дължина 22 km. Има няколко големи езера, едно от които – Красивое, е най-големият развъдник на червена сьомга.

## История
Остров Итуруп е открит на 13 юни 1643 г. от холандския мореплавател Мартин Геритсон де Фриз по време на плаването му в северозападната част на Тихия океан.
През 1786 г. японският топограф Могами Токунай извършва първото му грубо топографско заснемане. Същата година трима руски пътешественика и няколко придвижващи се с тях айну от Уруп основават малко селище на западното крайбрежие в южната му част. През 1798 г. Хонда Тосиаки призовава правителството на Япония за активна колонизация на север. В резултат на това, японски военен отряд, воден от чиновника Морисиге Кондо, пристига на острова. През 1799 г. японски военни основават 2 лагера на Итуруп: един от тях в района на съвременния залив Добро начало (Найбо), а другият – в близост до съвременния град Курилск (Сяна).
Руският флаг на острова за първи път издигат Н. А. Хвостов и Г. И. Давидов през 1807 г. През 1811 г. руският мореплавател Василий Головнин на базата на астрономически наблюдения извършва първото му точно топографско картиране, като по време на работата на експедицията той и неговия екипаж са пленени от японците. През 1855 г. – островът е отстъпен на Япония, която го контролира до 1945 година.
Първият договор в историята на руско-японските отношения е така нареченият Симодски трактат, сключен през 1855 г., според който притежанието на Япония на Курилските острови е ограничено на север до пролива северно от остров Итуруп. Остров Сахалин е оставен в съвместно владение на страните.
В периода на юрисдикцията на Япония островът е активно заселван (според данни от 1943 г. населението на Итуруп е било около 10 000 души в 16 населени места). Близостта на Курилската верига до Японските острови спомага за контактите с местното население.
Разпоредбите на този договор са променени с Петербургския договор от 7 май (25 април) 1875 година. Според този договор, Русия получава в свое владение целия Сахалин, в замяна на прехвърляне към Япония на всичките 18 острова от Курилската верига.
След поражението на Русия в руско-японската война от 1904 – 1905 г. е подписан Портсмутския мирен договор, според който във владение на Япония остава Южен Сахалин (наричан на съветските карти Карафуто). Портсмутският договор не променя разпоредбите на Петербургския договор по отношение на съгласието на Русия за признаване на юрисдикцията на Япония над Курилските острови.
Съветското правителство, при установяване на дипломатически отношения с Япония през 1925 г., също не подлага на съмнение правото на Япония върху Курилите. Оттогава няма постигнати нови договорености между страните по отношение на принадлежността на Итуруп, както и на всички острови от Курилската верига до Япония.
На 26 ноември 1941 г. именно в залив на тихоокеанското крайбрежие на остров Итуруп (залива Хитокапу, сега – залив Касатка) е разположена точката за среща на японската авианосна ескадра и корабния конвой за нанасяне на удар по Пърл Харбър. Тук екипажите на корабите за първи път научават за целите на похода, което води до възторг и спонтанна безконтролна стрелба по острова. На острова е изградено японско военно летище, останки от което са запазени. Преминаването на острова под контрола на СССР протича без сериозни бойни действия.
Присъединяването на Итуруп към Съветския съюз, настъпва в резултат на Курилската десантна операция, проведена съвместно с войските на 2-ри, а след това и 1-ви Далекоизточен фронт в периода от 18 август до 2 септември 1945 г. (операцията започва три дни след обявяването на капитулацията на Япония от император Хирохито). Коренното население на острова, айни, към началото на 21 век е напълно асимилирана, част от тях са били репатрирани в Япония като поданици на бившата Японска империя заедно с етническите японци в периода от 1947 до 1949 година.
През 1968 г. над Курилските острови е засечен и принуден да кацне на военното летище Буревестник (бившето японско военно летище през Втората световна война) американски самолет Douglas DC-8 с 214 американски войници, превозвани от Сиатъл в Япония за войната във Виетнам – това е т.нар. Инцидент с американския DC-8 (1968).
След началото на 21 век японската страна постоянно се връща към проблема „Северни територии“ (островите Итуруп, Кунашир, Шикотан, групата острови Хабомаи), настоявайки за прехвърлянето им под своята юрисдикция. Липсата на видим напредък в тази област възпрепятства сключването на мирен договор между двете страни.

## Топографски карти
- Лист от карта L-55-XXVIII Курильск. Мащаб: 1 : 200 000. Указать дату выпуска/состояния местности.
- Лист от карта L-55-XXIX Рейдово. Мащаб: 1 : 200 000. Указать дату выпуска/состояния местности.
- Лист от карта L-55-XXXIII влк. Тетя. Мащаб: 1 : 200 000. Указать дату выпуска/состояния местности.
- Лист от карта L-55-XXXIV оз. Красивое. Мащаб: 1 : 200 000. Указать дату выпуска/состояния местности.